# Ada Rybačuková
Ada Fedorivna Rybačuková, nepřechýleně Rybačuk (ukrajinsky Ада Федорівна Рибачук, 27. června 1931 Kyjev – 22. září 2010 Kyjev) byla ukrajinská malířka, sochařka a architektka, která se zabývala dekorativním a užitým uměním, byla také autorkou různých esejů, skic a scénářů.
Studovala na Kyjevském státním uměleckém institutu. Zúčastnila se uměleckých cest po Ukrajině a Arménii. Od roku 1954 podnikla se svým uměleckým partnerem a manželem Volodymyrem Melnyčenkem několik cest na sever Ruska, kde žili mezi domorodými obyvateli a zachycovali jejich způsob života. Prostřednictvím svého umění představili světu život v Arktidě. V roce 1979 byla ve vlastivědném muzeu v Naryan-Maru otevřena stálá expozice severské tvorby Ady Rybačukové a Volodymyra Melnyčenka. V 60. letech 20. století se Rybačuková věnovala monumentálnímu dekorativnímu umění, malbě a grafice. Byla spoluautorkou projektu komplexu Park vzpomínek a reliéfů na Zdi vzpomínek v Kyjevě.

## Biografie
Ada Rybačuková se narodila v roce 1931 v Kyjevě. Otec Fedir Rybačuk byl důstojník sovětské armády, kde sloužil za války od roku 1941 až do roku 1944. Zbytek rodiny se musel přestěhovat do Kazachstánu, kde Ada dokončila základní školu. Poté studovala na střední umělecké škole Tarase Ševčenka v Kyjevě, kterou absolvovala s vyznamenáním a získala zlatou medaili. Ve studiu pokračovala na Kyjevském státním uměleckém institutu pod vedením Oleksije Šovkuněnka.
Spolu s dalšími studenty se roku 1953 účastnila letní stáže ve městě Vylkove v deltě Dunaje a odvezla si odtud první zakázku na ilustrace knihy Dmitrije Mamina-Sibirjaka Sobí pohádky. Knihu vydalo téhož roku Nakladatelství pro mládež. V následujících letech ilustrovala mnoho dalších knih.
V roce 1954 se spolu se svým uměleckým partnerem a manželem Volodymyrem Melnyčenkem poprvé vydala na sever Ruska, v květnu a červnu pobývali u Bílého moře a v červenci a září na ostrově Kolgujev. Následující rok se po schválení tématu své diplomové práce (Zimní pobřeží Bílého moře, ostrov Kolgujev) vydala společně s Melnyčenkem na druhou výpravu na sever, která trvala rok a půl. V letech 1957–1959 podnikli třetí a nejdelší cestu. Během této doby vytvořili mnoho grafických cyklů, linorytů a ilustrací pro dětské knihy o krásách arktické přírody a životě lidí na severu. V roce 1959 umělci darovali městu Naryan-Mar 118 svých děl, která se stala základem prvního Arktického muzea umění. V současnosti sbírka muzea obsahuje 237 děl obou autorů.
V roce 1957 se po ročním zpoždění konala obhajoba diplomových prací Rybačukové a Melničenka a při té příležitosti se v aule Institutu umění konala jejich první samostatná výstava. Rybačuková vystavila své dvě velkoformátové malby Zkoušky a Zastávka na oběd spolu s mnoha skicami a několika grafikami vytvořenými na severu.

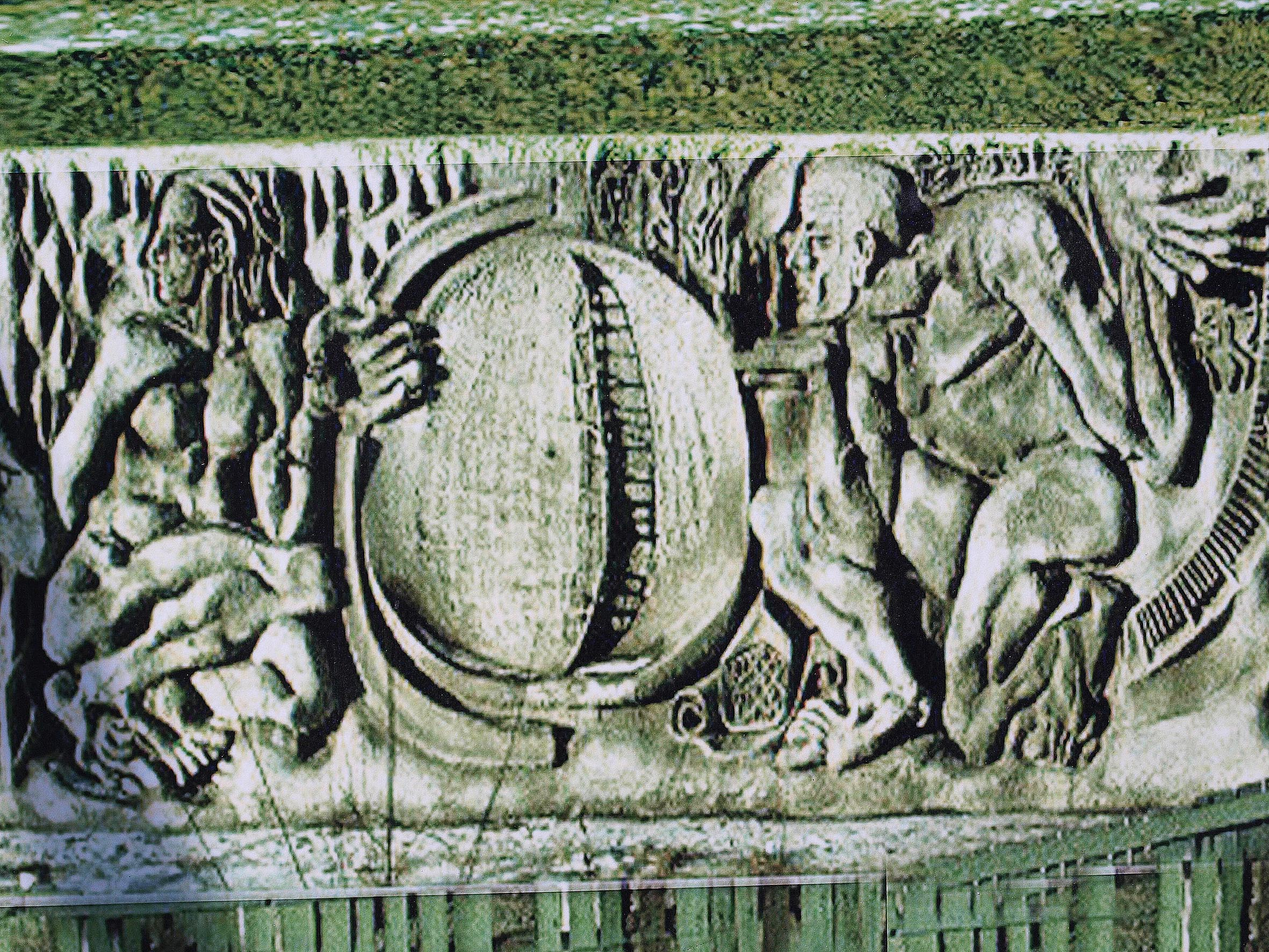
Reliéfy na Zdi vzpomínek

Spolu s Melnyčenkem vytvořila v roce 1960 monumentální a dekorativní návrh kyjevského autobusového nádraží, za který získali ocenění pro mladé architekty za interiér. V letech 1963–1968 pracovali na koncepci řešení Kyjevského paláce pionýrů. Výsledkem byly mozaiky Děti světa, Prapory, Město a mozaikový triptych Nádherné housle. Vytvořili také dekorativní kompozici s názvem Slunce, hvězdy a souhvězdí, která zdobila dno fontány před hlavním průčelím paláce.

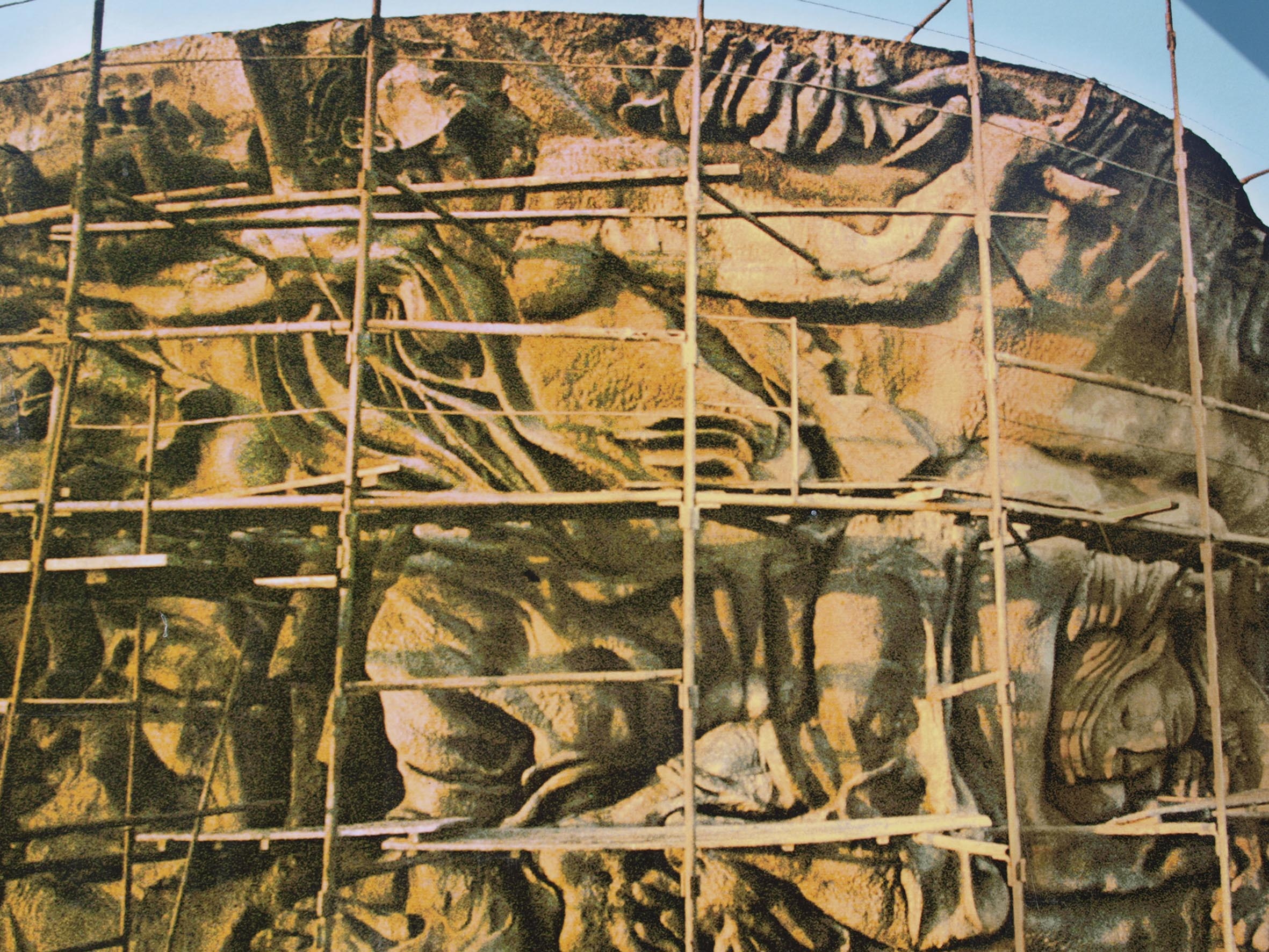
Reliéfy na Zdi vzpomínek

V roce 1968 zahájili oba umělci práce na projektu architektonického řešení památníku a obřadního komplexu Park vzpomínek, jehož výstavba začala na Bajkovském hřbitově v Kyjevě. Následujících šest let strávili cestováním po vesnicích různých ukrajinských regionů, aby prozkoumali lidové tradice a pohřební obřady pro Park vzpomínek v areálu hřbitova v hlavním městě. Trvalo jim přibližně třináct let, než tento velkolepý projekt téměř dokončili. V sedmdesátých letech 20. století navrhli společně Zeď vzpomínek zachycující různé klíčové okamžiky z dějin lidstva. Tato zeď měla být ústředním prvkem Parku vzpomínek. Celková plocha reliéfů dosáhla 2 000 m2, výška se pohybovala od 4 do 14 m a délka činila 213 m. V předvečer roku 1982 rozhodla vláda SSSR o pozastavení prací v Parku vzpomínek, protože navržené umění neodpovídalo zásadám socialistického realismu. Následkem toho byly během tří měsíců na jaře roku 1982 reliéfy Rybačukové a Melnyčenka na Zdi vzpomínek zality betonem. Toto rozhodnutí bylo jedním z nejrozsáhlejších aktů cenzury umění v SSSR. V roce 1988 natočil Israel Goldstein na podporu umělců dokumentární film Zeď o kampani za obnovení jejich díla.
V letech 1985–1986 vytvořili oba umělci sérii litografií Paměť a Stop jaderné hrozbě, které v roce 1999 věnovali Národnímu muzeu umění Ukrajiny. Rybačuková je autorkou scénáře k filmu Ptačí křik (1990), který režíroval I. Holštejn v ukrajinském Studiu kronik a dokumentárních filmů. V roce 1991 pracovali oba umělci společně na projektu „Když je svět zničen“, věnovaném památce obětí v Babím Jaru, jehož součástí byla kniha a tři tapiserie.
Rybačuková byla zasloužilá umělkyně Ukrajiny, členka Národního svazu umělců Ukrajiny, čestná členka Národního svazu kinematografů Ukrajiny a čestná občanka města Naryan-Mar.
Desítky let trvající pokusy o rekonstrukci některých částí Zdi vzpomínek byly neúspěšné, a tak umělecká dvojice pokračovala v tvorbě děl, vyjadřovala se k zásadním tématům a vytvářela archivy svého odkazu pro budoucí generace až do odchodu Ady Rybačukové v roce 2010. Zemřela 21. září 2010 v Kyjevě a je pohřbena na Bajkovském hřbitově.

## Dílo
Nejznámější díla Ady Rybačukové a Volodymyra Melnyčenka jsou:
- interiéry kyjevského autobusového nádraží
- interiéry Kyjevského paláce pionýrů (dnešní Kyjevský palác dětí a mládeže) a mozaika fontány Slunce, hvězdy a souhvězdí
- pohřební komplex Park vzpomínek na Bajkovském hřbitově v Kyjevě
- projekt Když je svět zničen věnovaný památce obětí v Babím Jaru

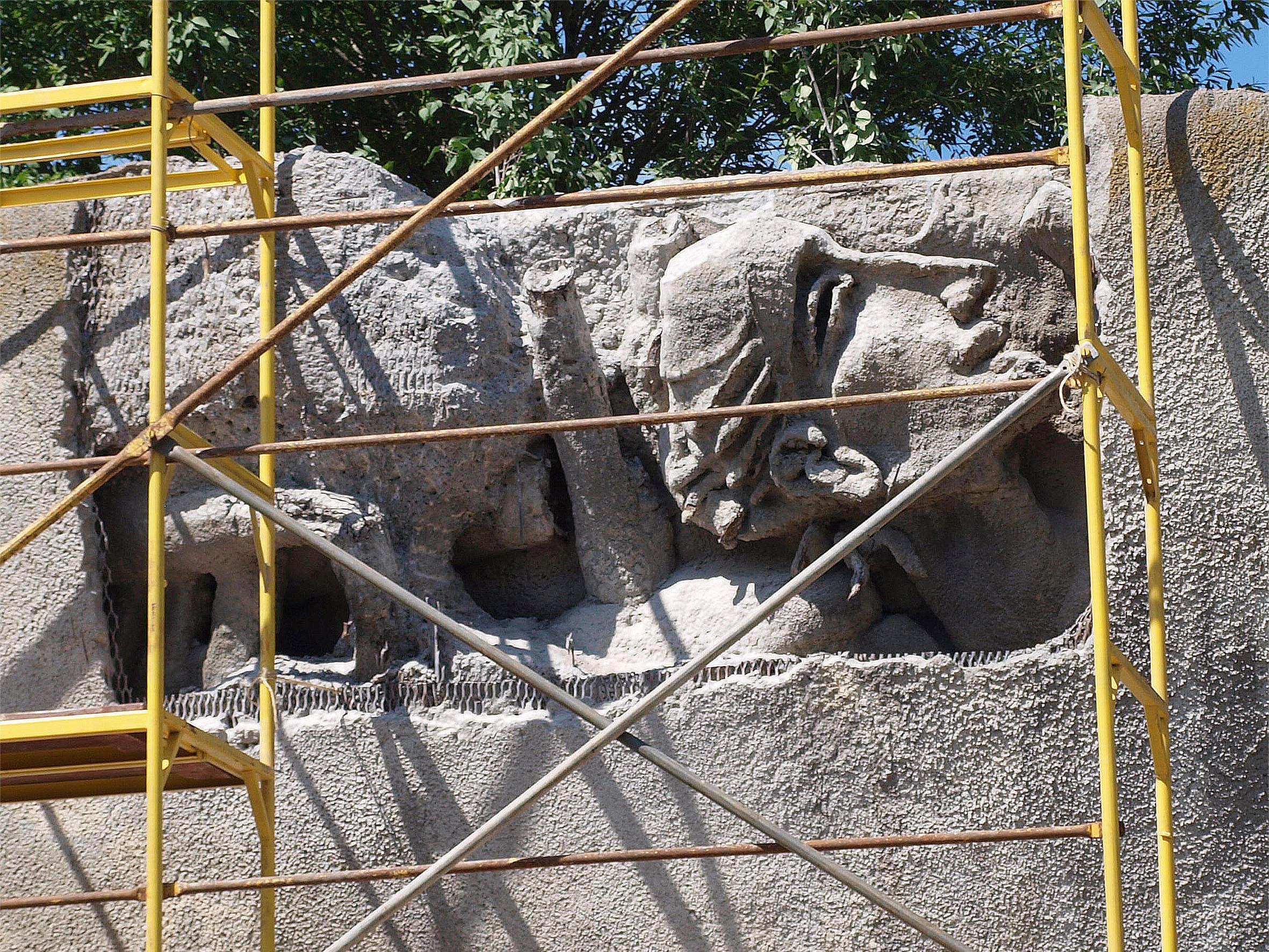
Obnovení reliéfu na Zdi vzpomínek

### Zeď vzpomínek
Dne 18. května 2018 byla po téměř 40 letech pod betonem zpřístupněna část obrovského komplexu veřejnosti. Slavnostího odhalení se zúčastnil i Volodymyr Melnyčenko. Část zdi, která je stále pod betonem, bude sloužit jako stálá připomínka odkazu totalitního režimu, zatímco odhalený kus představuje autonomní Ukrajinu. V rámci iniciativy rekonstrukce Zdi byla v srpnu 2021 představena kompozice Berehynia.